# Ilu-issija (gubernator Damaszku)
Ilu-issija (akad. Ilu-issīja; tłum. „Bóg jest ze mną”) – wysoki dostojnik za rządów asyryjskiego króla Sennacheryba (704-681 p.n.e.), gubernator prowincji Damaszek; z asyryjskich list i kronik eponimów wiadomo, iż w 694 r. p.n.e. sprawował urząd limmu (eponima). 